# Zakaria Alharaish

Zakaria Alharaish, né le 23 octobre 1998 à Tripoli, est un footballeur international libyen évoluant au poste d'attaquant au Asswehly SC.

## Biographie

### En club
En septembre 2019, il s'engage avec l'Ittihad Riadhi de Tanger, en première division marocaine, sous forme de prêt.

### En équipe nationale
Il reçoit sa première sélection en équipe de Libye le 3 décembre 2017, contre la Tanzanie. Ce match nul et vierge rentre dans le cadre de la Coupe CECAFA des nations 2017. Il inscrit son premier but en équipe nationale le 11 décembre, contre Zanzibar, lors de cette même compétition (victoire 1-0).
En janvier 2018, il participe au championnat d'Afrique des nations organisée au Maroc. Lors de cette compétition, il joue quatre matchs, inscrivant un but contre la Guinée équatoriale. La Libye se classe quatrième du tournoi. 

## Palmarès
- Champion de Libye en 2016 avec l'Al-Ahly Tripoli
- Champion du Monténégro en 2019 avec le FK Sutjeska